# 大雷雨
『大雷雨』（だいらいう、原題・英語: Manpower）は、1941年に製作・公開されたアメリカ合衆国の映画である。

## 概要
ラオール・ウォルシュが監督、エドワード・G・ロビンソンとマレーネ・ディートリヒ、ジョージ・ラフトが主演した。

## キャスト
- ハンク・マクヘンリー：エドワード・G・ロビンソン
- フェイ・デュヴァル：マレーネ・ディートリヒ
- ジョニー・マーシャル：ジョージ・ラフト

## スタッフ
- 監督：ラオール・ウォルシュ
- 製作総指揮：ハル・B・ウォリス
- 脚本：リチャード・マコーレー、ジェリー・ウォルド
- 音楽監督：レオ・F・フォーブスタイン
- 作曲：アドルフ・ドイチュ、フリードリヒ・ホレンダー
- 撮影監督：アーネスト・ホーラー
- 編集：ラルフ・ドーソン
- 美術：マックス・パーカー
- 衣裳：ミロ・アンダーソン